# SmartOS
SmartOS — бесплатный гипервизор SVR4 с открытым исходным кодом, основанный на операционной системе UNIX, объединяющий технологию OpenSolaris с виртуализацией KVM. Ядро SmartOS — illumos. Он имеет несколько технологий: Crossbow, DTrace, KVM, ZFS, и Zones. В отличие от других illumos-подобных операционных систем, SmartOS использует управление пакетами pkgsrc от NetBSD. SmartOS разработан, чтобы быть особенно подходящим для создания облачных средств, и генерирующихся устройств. SmartOS был разработан для, и самим Joyent, но имеет открытый исходный код, и является бесплатным для всех, кто может использовать.
SmartOS — операционная система, которая загружается в оперативную память. Он поддерживает различные механизмы загрузки, такие как загрузка с USB-накопителя, ISO-образа, или через сеть PXE. Одним из многих преимуществ использования этого механизма загрузки является то, что обновление операционной системы тривиально, просто требуя перезагрузки более новой версии образа SmartOS.
SmartOS имеет строгую архитектуру хранения локальных узлов. Это означает, что виртуальные машины хранятся локально на каждом узле, и не загружаются по сети из центрального SAN, или NAS. Это помогает устранить проблемы с задержкой в сети, а также сохранить независимость узлов. Управлять облачными сервисами с несколькими узлами SmartOS можно с помощью открытого интерфейса Joyent SmartDataCenter (SDC), или с помощью платформ Project Fifo с открытым исходным кодом, и SmartOS Cloud, основанным на Erlang.

## Типы зон SmartOS
SmartOS имеет несколько типов зон, также называемых контейнерами. Одной из тип зон является UNIX, который использует pkgsrc в качестве менеджера пакетов. Виртуализация KVM, которая позволяет запускать другие 
операционные системы, также является типом зоны, хотя с минимальными требованиями для дальнейшего повышения безопасности. Другим типом является LX, который может запускать множество популярных популярных дистрибутивов Linux без требований KVM, поддерживая syscall.
В 2012 году Joyent, и MongoDB Inc. (ранее 10gen) сотрудничали для улучшения распространения SmartOS.